# Kolumbia a 2008. évi nyári olimpiai játékokon
Kolumbia a kínai Pekingben megrendezett 2008. évi nyári olimpiai játékok egyik részt vevő nemzete volt. Az országot az olimpián 16 sportágban 67 sportoló képviselte, akik összesen 2 érmet szereztek.

## Érmesek
| Érem  | Versenyző          | Sportág    | Versenyszám            |
| ----- | ------------------ | ---------- | ---------------------- |
| Ezüst | Diego Salazar      | Súlyemelés | Férfi 62 kg            |
| Bronz | Jaqueline Renteria | Birkózás   | Női szabadfogás, 55 kg |

## Asztalitenisz
Női
| Versenyző    | Versenyszám | Selejtező                                | 64-es főtábla     | 48-as főtábla     | 32-es főtábla     | Nyolcaddöntő      | Negyeddöntő       | Elődöntő          | Döntő             | Helyezés |
| Versenyző    | Versenyszám | Ellenfél Eredmény                        | Ellenfél Eredmény | Ellenfél Eredmény | Ellenfél Eredmény | Ellenfél Eredmény | Ellenfél Eredmény | Ellenfél Eredmény | Ellenfél Eredmény | Helyezés |
| ------------ | ----------- | ---------------------------------------- | ----------------- | ----------------- | ----------------- | ----------------- | ----------------- | ----------------- | ----------------- | -------- |
| Paula Medina | Egyes       | Mo Zhang (CAN) · 5-11, 5-11, 10-12, 8-11 | kiesett           | kiesett           | kiesett           | kiesett           | kiesett           | kiesett           | kiesett           | 64.      |

## Atlétika
Férfi
| Versenyző           | Versenyszám     | Előfutam | Előfutam | Előfutam | Negyeddöntő | Negyeddöntő | Negyeddöntő | Elődöntő | Elődöntő | Elődöntő | Döntő   | Döntő    |
| Versenyző           | Versenyszám     | Idő      | Hely.    | Össz.    | Idő         | Hely.       | Össz.       | Idő      | Hely.    | Össz.    | Idő     | Helyezés |
| ------------------- | --------------- | -------- | -------- | -------- | ----------- | ----------- | ----------- | -------- | -------- | -------- | ------- | -------- |
| Daniel Grueso       | 100 m           | 10,35    | 4.       | 27.**    | 10,37       | 8.          | 36.*        | kiesett  | kiesett  | kiesett  | kiesett | kiesett  |
| Daniel Grueso       | 200 m           | 21,15    | 7.       | 45.*     | kiesett     | kiesett     | kiesett     | kiesett  | kiesett  | kiesett  | kiesett | kiesett  |
| Geiner Mosquera     | 400 m           | 46,59    | 7.       | 45.      |             |             |             | kiesett  | kiesett  | kiesett  | kiesett | kiesett  |
| Paulo Villar        | 110 m gát       | 13,37    | 1.       | 2.       | 13,46       | 3.          | 11.*        | 13,85    | 8.       | 16.      | kiesett | kiesett  |
| Juan Carlos Cardona | Maraton         |          |          |          |             |             |             |          |          |          | 2:21:57 | 43.      |
| Luis Fernando López | 20 km gyaloglás |          |          |          |             |             |             |          |          |          | 1:20:59 | 9.       |
| James Rendón        | 20 km gyaloglás |          |          |          |             |             |             |          |          |          | 1:24:41 | 31.      |
| Rodrigo Moreno      | 50 km gyaloglás |          |          |          |             |             |             |          |          |          | 4:03:52 | 34.      |

Női
| Versenyző         | Versenyszám     | Előfutam | Előfutam | Előfutam | Negyeddöntő | Negyeddöntő | Negyeddöntő | Elődöntő | Elődöntő | Elődöntő | Döntő   | Döntő    |
| Versenyző         | Versenyszám     | Idő      | Hely.    | Össz.    | Idő         | Hely.       | Össz.       | Idő      | Hely.    | Össz.    | Idő     | Helyezés |
| ----------------- | --------------- | -------- | -------- | -------- | ----------- | ----------- | ----------- | -------- | -------- | -------- | ------- | -------- |
| Yomara Hinestroza | 100 m           | 11,39    | 4.       | 17.*     | 11,66       | 7.          | 35.*        | kiesett  | kiesett  | kiesett  | kiesett | kiesett  |
| Darlenys Obregón  | 200 m           | 23,33    | 5.       | 24.*     | 23,40       | 7.          | 25.         | kiesett  | kiesett  | kiesett  | kiesett | kiesett  |
| Rosibel García    | 800 m           | 2:01,98  | 2.       | 22.      |             |             |             | 1:59,38  | 5.       | 14.      | kiesett | kiesett  |
| Bertha Sánchez    | Maraton         |          |          |          |             |             |             |          |          |          | 2:47:02 | 62.      |
| Sandra Zapata     | 20 km gyaloglás |          |          |          |             |             |             |          |          |          | 1:36:18 | 34.      |

| Versenyző         | Versenyszám   | Selejtező | Selejtező | Döntő    | Döntő    |
| Versenyző         | Versenyszám   | Eredmény  | Helyezés  | Eredmény | Helyezés |
| ----------------- | ------------- | --------- | --------- | -------- | -------- |
| Eli Johana Moreno | Kalapácsvetés | 64,66 m   | 36.       | kiesett  | kiesett  |
| Zuleima Aramendiz | Gerelyhajítás | 54,71 m   | 39.       | kiesett  | kiesett  |

* - egy másik versenyzővel azonos időt ért el

** - három másik versenyzővel azonos időt ért el

## Birkózás

### Férfi
Szabadfogású
| Versenyző       | Versenyszám | Selejtező         | Nyolcaddöntő                         | Negyeddöntő       | Elődöntő          | Vigaszág első kör | Vigaszág elődöntő | Bronz- mérkőzés   | Döntő             | Helyezés |
| Versenyző       | Versenyszám | Ellenfél Eredmény | Ellenfél Eredmény                    | Ellenfél Eredmény | Ellenfél Eredmény | Ellenfél Eredmény | Ellenfél Eredmény | Ellenfél Eredmény | Ellenfél Eredmény | Helyezés |
| --------------- | ----------- | ----------------- | ------------------------------------ | ----------------- | ----------------- | ----------------- | ----------------- | ----------------- | ----------------- | -------- |
| Fredy Serrano   | 55 kg       |                   | Abbász Dabbági (IRI) · 0-1, 1-1, 1-5 | kiesett           | kiesett           |                   |                   |                   |                   | 14.      |
| Jarlis Mosquera | 84 kg       |                   | Tarasz Danyko (UKR) · 0-3, 0-3       | kiesett           | kiesett           |                   |                   |                   |                   | 19.      |

### Női
Szabadfogású
| Versenyző          | Versenyszám | Selejtező         | Nyolcaddöntő                   | Negyeddöntő                       | Elődöntő                 | Vigaszág első kör | Vigaszág elődöntő | Bronz- mérkőzés             | Döntő             | Helyezés |
| Versenyző          | Versenyszám | Ellenfél Eredmény | Ellenfél Eredmény              | Ellenfél Eredmény                 | Ellenfél Eredmény        | Ellenfél Eredmény | Ellenfél Eredmény | Ellenfél Eredmény           | Ellenfél Eredmény | Helyezés |
| ------------------ | ----------- | ----------------- | ------------------------------ | --------------------------------- | ------------------------ | ----------------- | ----------------- | --------------------------- | ----------------- | -------- |
| Jaqueline Renteria | 55 kg       |                   | Marva el-Ámri (TUN) · 7-4, TUS | Marcie Van Dusen (USA) · 7-2, 5-3 | Hszü Li (CHN) · 5-5, TUS |                   |                   | Ana-Maria Paval (ROU) · TUS |                   |          |

## Cselgáncs
Férfi
| Versenyző            | Versenyszám | Selejtező         | 32-es főtábla                  | Nyolcaddöntő                    | Negyeddöntő       | Elődöntő          | Vigaszág első kör                       | Vigaszág negyeddöntő          | Vigaszág elődöntő | Bronz- mérkőzés   | Döntő             | Helyezés |
| Versenyző            | Versenyszám | Ellenfél Eredmény | Ellenfél Eredmény              | Ellenfél Eredmény               | Ellenfél Eredmény | Ellenfél Eredmény | Ellenfél Eredmény                       | Ellenfél Eredmény             | Ellenfél Eredmény | Ellenfél Eredmény | Ellenfél Eredmény | Helyezés |
| -------------------- | ----------- | ----------------- | ------------------------------ | ------------------------------- | ----------------- | ----------------- | --------------------------------------- | ----------------------------- | ----------------- | ----------------- | ----------------- | -------- |
| Mario Antonio Valles | Váltósúly   |                   | Mark Anthony (AUS) · 1010-0000 | Roman Hontyuk (UKR) · 0001-0110 |                   |                   | Kouami Sacha Denanyoh (TOG) · 0100-0001 | Euan Burton (GBR) · 0001-0110 | kiesett           | kiesett           |                   | 9.       |

Női
| Versenyző   | Versenyszám | Selejtező                           | Nyolcaddöntő                        | Negyeddöntő       | Elődöntő          | Vigaszág első kör | Vigaszág negyeddöntő            | Vigaszág elődöntő                | Bronz- mérkőzés   | Döntő             | Helyezés |
| Versenyző   | Versenyszám | Ellenfél Eredmény                   | Ellenfél Eredmény                   | Ellenfél Eredmény | Ellenfél Eredmény | Ellenfél Eredmény | Ellenfél Eredmény               | Ellenfél Eredmény                | Ellenfél Eredmény | Ellenfél Eredmény | Helyezés |
| ----------- | ----------- | ----------------------------------- | ----------------------------------- | ----------------- | ----------------- | ----------------- | ------------------------------- | -------------------------------- | ----------------- | ----------------- | -------- |
| Yuri Alvear | Középsúly   | Zsanar Zsanzunova (KAZ) · 1000-0000 | Anaisis Hernández (CUB) · 0100-1000 |                   |                   |                   | Ylenia Scapin (ITA) · 1000-0010 | Leire Iglesias (ESP) · 0000-0001 | kiesett           |                   | 7.       |

## Evezés
Férfi
| Versenyző     | Versenyszám  | Előfutam | Előfutam | Középdöntő | Középdöntő | Elődöntő | Elődöntő | Elődöntő | Döntő | Döntő   | Döntő | Helyezés |
| Versenyző     | Versenyszám  | Idő      | Hely.    | Idő        | Hely.      | Típus    | Idő      | Hely.    | Típus | Idő     | Hely. | Helyezés |
| ------------- | ------------ | -------- | -------- | ---------- | ---------- | -------- | -------- | -------- | ----- | ------- | ----- | -------- |
| Rodrigo Ideus | Egypárevezős | 7:56,85  | 5.       |            |            | E/F      | 7:29,71  | 2.       | E     | 7:18,61 | 4.    | 27.      |

## Íjászat
Női
| Versenyző                                      | Versenyszám | Selejtező | Selejtező | 64-es főtábla                                  | 32-es főtábla                              | Nyolcaddöntő                                                                  | Negyeddöntő       | Elődöntő          | Döntő             | Helyezés |
| Versenyző                                      | Versenyszám | Pont      | Kiemelt   | Ellenfél Eredmény                              | Ellenfél Eredmény                          | Ellenfél Eredmény                                                             | Ellenfél Eredmény | Ellenfél Eredmény | Ellenfél Eredmény | Helyezés |
| ---------------------------------------------- | ----------- | --------- | --------- | ---------------------------------------------- | ------------------------------------------ | ----------------------------------------------------------------------------- | ----------------- | ----------------- | ----------------- | -------- |
| Ana María Rendón                               | Egyéni      | 647       | 10.       | Elena Tonetta (ITA) (55.) · 106 (+10)-106 (+9) | Miroszlava Dagbajeva (RUS) (23.) · 110-106 | Khatuna Lorig (USA) (26.) · 95-107                                            | kiesett           | kiesett           | kiesett           | 16.      |
| Sigrid Romero                                  | Egyéni      | 551       | 62.       | Csu Hjondzsong (KOR) (3.) · 98-108             | kiesett                                    | kiesett                                                                       | kiesett           | kiesett           | kiesett           | 57.*     |
| Natalia Sánchez                                | Egyéni      | 643       | 18.       | Kacjarina Muljuk (BLR) (47.) · 101-104         | kiesett                                    | kiesett                                                                       | kiesett           | kiesett           | kiesett           | 48.**    |
| Ana María Rendón Sigrid Romero Natalia Sánchez | Csapat      | 1841      | 10.       |                                                |                                            | Japán (JPN) · Hajakava Nami · Hajasi Júki · Kitabatake Szajoko (7.) · 199-206 | kiesett           | kiesett           | kiesett           | 10.      |

* - egy másik versenyzővel azonos eredményt ért el

** - öt másik versenyzővel azonos eredményt ért el

## Kerékpározás

### BMX
| Versenyző      | Versenyszám | Selejtező | Selejtező | Negyeddöntő | Negyeddöntő | Elődöntő | Elődöntő | Döntő   | Döntő    |
| Versenyző      | Versenyszám | Idő       | Helyezés  | Pont        | Helyezés    | Pont     | Helyezés | Idő     | Helyezés |
| -------------- | ----------- | --------- | --------- | ----------- | ----------- | -------- | -------- | ------- | -------- |
| Augusto Castro | Férfi       | 36,301    | 7.        | 14          | 5.          | kiesett  | kiesett  | kiesett | kiesett  |
| Andrés Jiménez | Férfi       | 36,339    | 9.        | 11          | 4.          | 13       | 4.       | 39,137  | 4.       |
| Sergio Salazar | Férfi       | 36,145    | 6.        | 15          | 5.          | kiesett  | kiesett  | kiesett | kiesett  |

### Hegyi-kerékpározás
| Versenyző   | Versenyszám        | Idő              | Helyezés |
| ----------- | ------------------ | ---------------- | -------- |
| Héctor Páez | Férfi terepverseny | 2:06:46 (+10:47) | 26.      |

### Országúti kerékpározás
Férfi
| Versenyző          | Versenyszám   | Idő                   | Helyezés      |
| ------------------ | ------------- | --------------------- | ------------- |
| Santiago Botero    | Időfutam      | 1:06:35,43 (+4:24,00) | 24.           |
| Santiago Botero    | Mezőnyverseny | 6:24:01 (+0:12)       | 6.            |
| José Rodolfo Serpa | Mezőnyverseny | 6:26:27 (+2:38)       | 40.           |
| Rigoberto Urán     | Mezőnyverseny | nem ért célba         | nem ért célba |

### Pálya-kerékpározás
Üldözőversenyek
| Versenyző                                              | Versenyszám                | Selejtező | Selejtező | Elődöntő     | Elődöntő  | Elődöntő | Döntő        | Döntő     | Döntő    |
| Versenyző                                              | Versenyszám                | Idő       | Hely.     | Ellenfél Idő | Saját idő | Hely.    | Ellenfél Idő | Saját idő | Helyezés |
| ------------------------------------------------------ | -------------------------- | --------- | --------- | ------------ | --------- | -------- | ------------ | --------- | -------- |
| Carlos Alzate                                          | Férfi egyéni üldözőverseny | 4:35,154  | 16.       | kiesett      | kiesett   | kiesett  | kiesett      | kiesett   | kiesett  |
| María Luisa Calle                                      | Női egyéni üldözőverseny   | 3:41,175  | 10.       | kiesett      | kiesett   | kiesett  | kiesett      | kiesett   | kiesett  |
| Juan Arango Arles Castro Juan Pablo Forero Jairo Pérez | Férfi csapat üldözőverseny | 4:11,397  | 10.       | kiesett      | kiesett   | kiesett  | kiesett      | kiesett   | kiesett  |

Pontversenyek
| Név               | Versenyszám     | Pont | Helyezés |
| ----------------- | --------------- | ---- | -------- |
| María Luisa Calle | Női pontverseny | 13   | 4.       |

## Lovaglás
Díjugratás
| Versenyző     | Ló           | Versenyszám | Selejtező | Selejtező | Selejtező | Selejtező | Selejtező | Selejtező | Selejtező | Selejtező | Döntő   | Döntő   | Döntő   | Döntő   | Végeredmény | Végeredmény |
| Versenyző     | Ló           | Versenyszám | 1. kör    | 1. kör    | 2. kör    | 2. kör    | 2. kör    | 3. kör    | 3. kör    | 3. kör    | 1. kör  | 1. kör  | 2. kör  | 2. kör  | Végeredmény | Végeredmény |
| Versenyző     | Ló           | Versenyszám | Bünt.     | Hely.     | Bünt.     | Össz.     | Hely.     | Bünt.     | Össz.     | Hely.     | Bünt.   | Hely.   | Bünt.   | Hely.   | Bünt.       | Helyezés    |
| ------------- | ------------ | ----------- | --------- | --------- | --------- | --------- | --------- | --------- | --------- | --------- | ------- | ------- | ------- | ------- | ----------- | ----------- |
| Manuel Torres | Chambacunero | Egyéni      | 21        | 67.       | 22        | 43        | 58.       | kiesett   | kiesett   | kiesett   | kiesett | kiesett | kiesett | kiesett | kiesett     | kiesett     |

## Műugrás
Férfi
| Versenyző                         | Versenyszám          | Selejtező | Selejtező | Elődöntő | Elődöntő | Döntő  | Döntő    |
| Versenyző                         | Versenyszám          | Pont      | Helyezés  | Pont     | Helyezés | Pont   | Helyezés |
| --------------------------------- | -------------------- | --------- | --------- | -------- | -------- | ------ | -------- |
| Juan Guillermo Urán               | Egyéni műugrás       | 443,05    | 14.       | 468,90   | 9.       | 454,50 | 10.      |
| Juan Guillermo Urán               | Egyéni toronyugrás   | 418,00    | 18.       | 436,10   | 12.      | 414,80 | 11.      |
| Víctor Ortega Juan Guillermo Urán | Szinkron toronyugrás |           |           |          |          | 423,66 | 6.       |

Női
| Versenyző    | Versenyszám    | Selejtező | Selejtező | Elődöntő | Elődöntő | Döntő   | Döntő    |
| Versenyző    | Versenyszám    | Pont      | Helyezés  | Pont     | Helyezés | Pont    | Helyezés |
| ------------ | -------------- | --------- | --------- | -------- | -------- | ------- | -------- |
| Diana Pineda | Egyéni műugrás | 268,85    | 20.       | kiesett  | kiesett  | kiesett | kiesett  |

## Ökölvívás
| Versenyző           | Versenyszám     | Selejtező                   | Nyolcaddöntő                      | Negyeddöntő                      | Elődöntő          | Döntő             | Helyezés |
| Versenyző           | Versenyszám     | Ellenfél Eredmény           | Ellenfél Eredmény                 | Ellenfél Eredmény                | Ellenfél Eredmény | Ellenfél Eredmény | Helyezés |
| ------------------- | --------------- | --------------------------- | --------------------------------- | -------------------------------- | ----------------- | ----------------- | -------- |
| Jonathan Romero     | Harmatsúly      | Hisám Meszbáhi (MAR) · 3-11 | kiesett                           | kiesett                          | kiesett           | kiesett           | 17.      |
| Darley Pérez        | Könnyűsúly      |                             | Aszülbek Talaszbajev (KGZ) · 15-4 | Alekszej Tyiscsenko (RUS) · 5-13 | kiesett           | kiesett           | 5.       |
| Eléider Álvarez     | Félnehézsúly    |                             | Tony Jeffries (GBR) · 5-+5        | kiesett                          | kiesett           | kiesett           | 9.       |
| Delvis Julio Blanco | Nehézsúly       |                             | John M’Bumba (FRA) · 5-11         | kiesett                          | kiesett           | kiesett           | 9.       |
| Óscar Rivas         | Szupernehézsúly |                             | Kubrat Pulev (BUL) · 11-5         | Roberto Cammarelle (ITA) · 5-9   | kiesett           | kiesett           | 5.       |

## Sportlövészet
Férfi
| Versenyző    | Versenyszám | Selejtező | Selejtező | Döntő   | Döntő    |
| Versenyző    | Versenyszám | Pont      | Helyezés  | Pont    | Helyezés |
| ------------ | ----------- | --------- | --------- | ------- | -------- |
| Diego Duarte | Skeet       | 106       | 38.       | kiesett | kiesett  |

## Súlyemelés
Férfi
| Versenyző      | Versenyszám | Szakítás                 | Szakítás                 | Lökés    | Lökés    | Összesen | Helyezés |
| Versenyző      | Versenyszám | Eredmény                 | Helyezés                 | Eredmény | Helyezés | Összesen | Helyezés |
| -------------- | ----------- | ------------------------ | ------------------------ | -------- | -------- | -------- | -------- |
| Sergio Rada    | 56 kg       | 112,0                    | 14.                      | 140,0    | 12.      | 252,0    | 12.      |
| Oscar Figueroa | 62 kg       | érvényes kísérlet nélkül | érvényes kísérlet nélkül | kiesett  | kiesett  | kiesett  | kiesett  |
| Diego Salazar  | 62 kg       | 138,0                    | 3.*                      | 167,0    | 2.       | 305,0    |          |
| Edwin Mosquera | 69 kg       | érvényes kísérlet nélkül | érvényes kísérlet nélkül | kiesett  | kiesett  | kiesett  | kiesett  |
| Luis Pineda    | 69 kg       | 132,0                    | 19.                      | 167,0    | 15.      | 299,0    | 15.      |
| Carlos Andica  | 85 kg       | 155,0                    | 12.                      | 201,0    | 10.      | 356,0    | 10.      |

Női
| Versenyző           | Versenyszám | Szakítás | Szakítás | Lökés    | Lökés    | Összesen | Helyezés |
| Versenyző           | Versenyszám | Eredmény | Helyezés | Eredmény | Helyezés | Összesen | Helyezés |
| ------------------- | ----------- | -------- | -------- | -------- | -------- | -------- | -------- |
| Mercedes Pérez      | 63 kg       | 97,0     | 9.*      | 120,0    | 8.*      | 217,0    | 9.       |
| Tulia Ángela Medina | 69 kg       | 106,0    | 4.       | 124,0    | 6.       | 230,0    | 6.       |
| Leydi Solís         | 69 kg       | 105,0    | 5.**     | 135,0    | 3.*      | 240,0    | 4.       |
| Ubaldina Valoyes    | 75 kg       | 110,0    | 6.*      | 134,0    | 8.       | 244,0    | 7.       |

* - egy másik versenyzővel azonos eredményt ért el

** - két másik versenyzővel azonos eredményt ért el

## Taekwondo
Női
| Versenyző    | Versenyszám | Nyolcaddöntő                   | Negyeddöntő       | Elődöntő          | Vigaszág elődöntő | Bronz- mérkőzés   | Döntő             | Helyezés |
| Versenyző    | Versenyszám | Ellenfél Eredmény              | Ellenfél Eredmény | Ellenfél Eredmény | Ellenfél Eredmény | Ellenfél Eredmény | Ellenfél Eredmény | Helyezés |
| ------------ | ----------- | ------------------------------ | ----------------- | ----------------- | ----------------- | ----------------- | ----------------- | -------- |
| Gladys Mora  | Légsúly     | Yang Shu-Chun (TPE) · -1-0     | kiesett           | kiesett           |                   |                   |                   | 11.      |
| Doris Patiño | Pehelysúly  | Veronica Calabrese (ITA) · 0-2 | kiesett           | kiesett           |                   |                   |                   | 11.      |

## Torna
Férfi
| Versenyző          | Versenyszám      | Selejtező | Selejtező | Döntő    | Döntő    |
| Versenyző          | Versenyszám      | Pontszám  | Helyezés  | Pontszám | Helyezés |
| ------------------ | ---------------- | --------- | --------- | -------- | -------- |
| Jorge Hugo Giraldo | Talaj            | 14,200    | 61.       | kiesett  | kiesett  |
| Jorge Hugo Giraldo | Ugrás            | 15,150    |           | kiesett  | kiesett  |
| Jorge Hugo Giraldo | Korlát           | 14,025    | 69.       | kiesett  | kiesett  |
| Jorge Hugo Giraldo | Nyújtó           | 13,975    | 58.       | kiesett  | kiesett  |
| Jorge Hugo Giraldo | Gyűrű            | 13,950    | 60.       | kiesett  | kiesett  |
| Jorge Hugo Giraldo | Lólengés         | 13,350    | 62.       | kiesett  | kiesett  |
| Jorge Hugo Giraldo | Egyéni összetett | 84,650    | 42.       | kiesett  | kiesett  |

Női
| Versenyző       | Versenyszám      | Selejtező | Selejtező | Döntő    | Döntő    |
| Versenyző       | Versenyszám      | Pontszám  | Helyezés  | Pontszám | Helyezés |
| --------------- | ---------------- | --------- | --------- | -------- | -------- |
| Natalia Sánchez | Talaj            | 13,000    | 75.       | kiesett  | kiesett  |
| Natalia Sánchez | Ugrás            | 14,150    |           | kiesett  | kiesett  |
| Natalia Sánchez | Felemás korlát   | 13,175    | 73.       | kiesett  | kiesett  |
| Natalia Sánchez | Gerenda          | 13,825    | 68.       | kiesett  | kiesett  |
| Natalia Sánchez | Egyéni összetett | 54,150    | 53.       | kiesett  | kiesett  |

## Úszás
Férfi
| Versenyző      | Versenyszám    | Előfutam | Előfutam | Előfutam | Elődöntő | Elődöntő | Elődöntő | Döntő   | Döntő    |
| Versenyző      | Versenyszám    | Idő      | Hely.    | Össz.    | Idő      | Hely.    | Össz.    | Idő     | Helyezés |
| -------------- | -------------- | -------- | -------- | -------- | -------- | -------- | -------- | ------- | -------- |
| Camilo Becerra | 50 m gyors     | 22,93    | 8.       | 49.      | kiesett  | kiesett  | kiesett  | kiesett | kiesett  |
| Camilo Becerra | 100 m pillangó | 54,27    | 6.       | 53.      | kiesett  | kiesett  | kiesett  | kiesett | kiesett  |
| Julio Galofre  | 200 m gyors    | 1:50,62  | 5.       | 43.      | kiesett  | kiesett  | kiesett  | kiesett | kiesett  |
| Omar Pinzón    | 100 m hát      | 55,11    | 1.       | 26.      | kiesett  | kiesett  | kiesett  | kiesett | kiesett  |
| Omar Pinzón    | 200 m hát      | 1:59,11  | 3.       | 18.      | kiesett  | kiesett  | kiesett  | kiesett | kiesett  |
| Omar Pinzón    | 200 m pillangó | 1:59,47  | 5.       | 30.      | kiesett  | kiesett  | kiesett  | kiesett | kiesett  |
| Omar Pinzón    | 200 m vegyes   | 2:02,28  | 1.       | 30.      | kiesett  | kiesett  | kiesett  | kiesett | kiesett  |
| Omar Pinzón    | 400 m vegyes   | 4:22,31  | 7.       | 21.      |          |          |          | kiesett | kiesett  |

Női
| Versenyző         | Versenyszám    | Előfutam | Előfutam | Előfutam | Elődöntő | Elődöntő | Elődöntő | Döntő   | Döntő    |
| Versenyző         | Versenyszám    | Idő      | Hely.    | Össz.    | Idő      | Hely.    | Össz.    | Idő     | Helyezés |
| ----------------- | -------------- | -------- | -------- | -------- | -------- | -------- | -------- | ------- | -------- |
| Carolina Colorado | 50 m gyors     | 26,11    | 1.       | 38.      | kiesett  | kiesett  | kiesett  | kiesett | kiesett  |
| Carolina Colorado | 100 m hát      | 1:01,19  | 1.       | 19.      | kiesett  | kiesett  | kiesett  | kiesett | kiesett  |
| Carolina Colorado | 100 m pillangó | 1:00,06  | 6.       | 38.      | kiesett  | kiesett  | kiesett  | kiesett | kiesett  |
| Erika Stewart     | 200 m vegyes   | 2:18,54  | 2.       | 32.      | kiesett  | kiesett  | kiesett  | kiesett | kiesett  |

## Vitorlázás
Férfi
| Versenyző       | Versenyszám     | Futam | Futam | Futam | Futam | Futam | Futam | Futam | Futam | Futam | Futam | Futam | Pontszám | Helyezés |
| Versenyző       | Versenyszám     | 1     | 2     | 3     | 4     | 5     | 6     | 7     | 8     | 9     | 10    | É     | Pontszám | Helyezés |
| --------------- | --------------- | ----- | ----- | ----- | ----- | ----- | ----- | ----- | ----- | ----- | ----- | ----- | -------- | -------- |
| Santiago Grillo | Szörfvitorlázás | 30    | 35    | 29    | 31    | 33    | 35    | 35    | 36    | 31    | 34    | -     | 293      | 35.      |